# Aéroport d'Essaouira-Mogador
L'Aéroport Essaouira - Mogador est un aéroport international marocain se situant à 18 km de la ville d'Essaouira.
Il a été inauguré en 2010.

## Situation

### Carte des aéroports du Maroc
| \| 100 km1:10 004 000 \| Ouezzane Agadir Al Hoceima Meknès Béni Mellal Bouarfa Casablanca-Tit Mellil Casablanca-Mohammed V Errachidia Essaouira Fès Guelmim Ifrane Kénitra Khouribga Marrakech Nador Ouarzazate Oujda Rabat-Salé Tanger Zagora Tan-Tan Tarfaya Tétouan Benslimane Sidi Slimane Inezgane Ben Guerir Taroudant Taza |
| 100 km1:10 004 000 |

## Statistiques
Pour des raisons techniques, il est temporairement impossible d'afficher le graphique qui aurait dû être présenté ici.

Voir la requête brute et les sources sur Wikidata.

## Compagnies aériennes et destinations
| Compagnies       | Destinations                                                                  |
| ---------------- | ----------------------------------------------------------------------------- |
|                  |                                                                               |
| Binter Canarias  | En saison : Las Palmas/Gran Canaria                                           |
| easyJet          | En saison : Bordeaux-Mérignac                                                 |
| Ryanair          | Charleroi Bruxelles-Sud, Londres-Stansted, Madrid-Barajas, Marseille-Provence |
| Transavia France | Paris-Orly                                                                    |
| Air Arabia Maroc | Rabat-Salé (à partir du 14 avril 2025)                                        |

Édité le 02/01/2019  Actualisé le 2/08/2023

## Infrastructures
Construit sur une superficie de 3 000 m2, contre 960 m2 pour l'ancienne aérogare, le nouveau terminal dispose d'une capacité d'accueil annuelle de 300 000 passagers. La construction a nécessité un investissement de 185 millions de dirhams.
Les travaux entrepris dans l'aéroport Essaouira-Mogador, ont également porté sur la construction d'infrastructures routières (accès routier, parking), la mise à niveau des installations aéronautiques pour l'accueil d'avions moyen courrier sans restriction de charge et la réfection et l'extension du balisage lumineux de la piste, ainsi que l'allongement de la piste d'envol, dont l'achèvement est prévu fin 2010.